# Llanquihue
Llanquirue é uma comuna e cidade chilena, localizada na Província de Llanquihue, Região de Los Lagos.
A cidade localiza-se a oeste do Lago Llanquihue. Encontra-se a 27 km de Puerto Montt, entre as cidades de Puerto Varas (7 Km) e Frutillar (19 Km).
A comuna limita-se: a norte e nordeste com Frutillar; a oeste com Fresia e Los Muermos;  a sul e sudeste com Puerto Varas.
Integra junto com as comunas de Puyehue, Río Negro, Puerto Octay, Fresia, Frutillar, Purranque, Puerto Varas e Los Muermos o Distrito Eleitoral N° 56 e pertence à 17ª Circunscrição Senatorial (Los Lagos).